# 稲田植次
稲田 植次（いなだ たねつぐ、慶長5年（1600年） - 慶安5年3月23日（1652年5月1日））は、徳島藩筆頭家老。淡路洲本城代稲田家3代当主。
正室は賀島政慶の娘。子に稲田植栄、稲田植幹。幼名は梶之助。通称は九郎兵衛。

## 生涯
慶長5年（1600年）、蜂須賀家家老稲田示植の子として生まれる。慶長19年（1614年）、出仕して蜂須賀至鎮に仕えた。慶長19年（1614年）、慶長20年（1615年）の大坂の陣に祖父・植元、父・示植の3代で出陣した。本町橋で陣所が夜襲を受けた際の働きで、大御所徳川家康、将軍秀忠より感状を受ける。正保3年（1646年）、父の隠居により家督相続する。1万4197石と大名並の知行を給され、洲本城代を務めた。慶安5年（1652年）3月23日死去。享年53。
大坂の陣での武功を立てたときの話をせがまれると「15歳のときのことで忘れてしまった」と答え、賜った感状のことを尋ねられても「大事にしまっており、二度と見たことがないので忘れた」と武功について語ろうとしなかった逸話が『常山紀談』に記されている。